# ニューヨーク州議会元老院
ニューヨーク州議会元老院（英語 : The New York State Senate）はアメリカ合衆国ニューヨーク州の州議会であるニューヨーク州議会の上院である。同議会の下院にあたるのがニューヨーク州議会代議院である。ニューヨーク州憲法により1777年に設立され、議員は2年任期で選出される。上院の議席数は63であり、任期制限はない。2019年より、民主党がニューヨーク州議会の上院を支配している。

## 近年の動向

### 2009年–2010年: 民主党が上院を支配、「議会クーデター」が発生

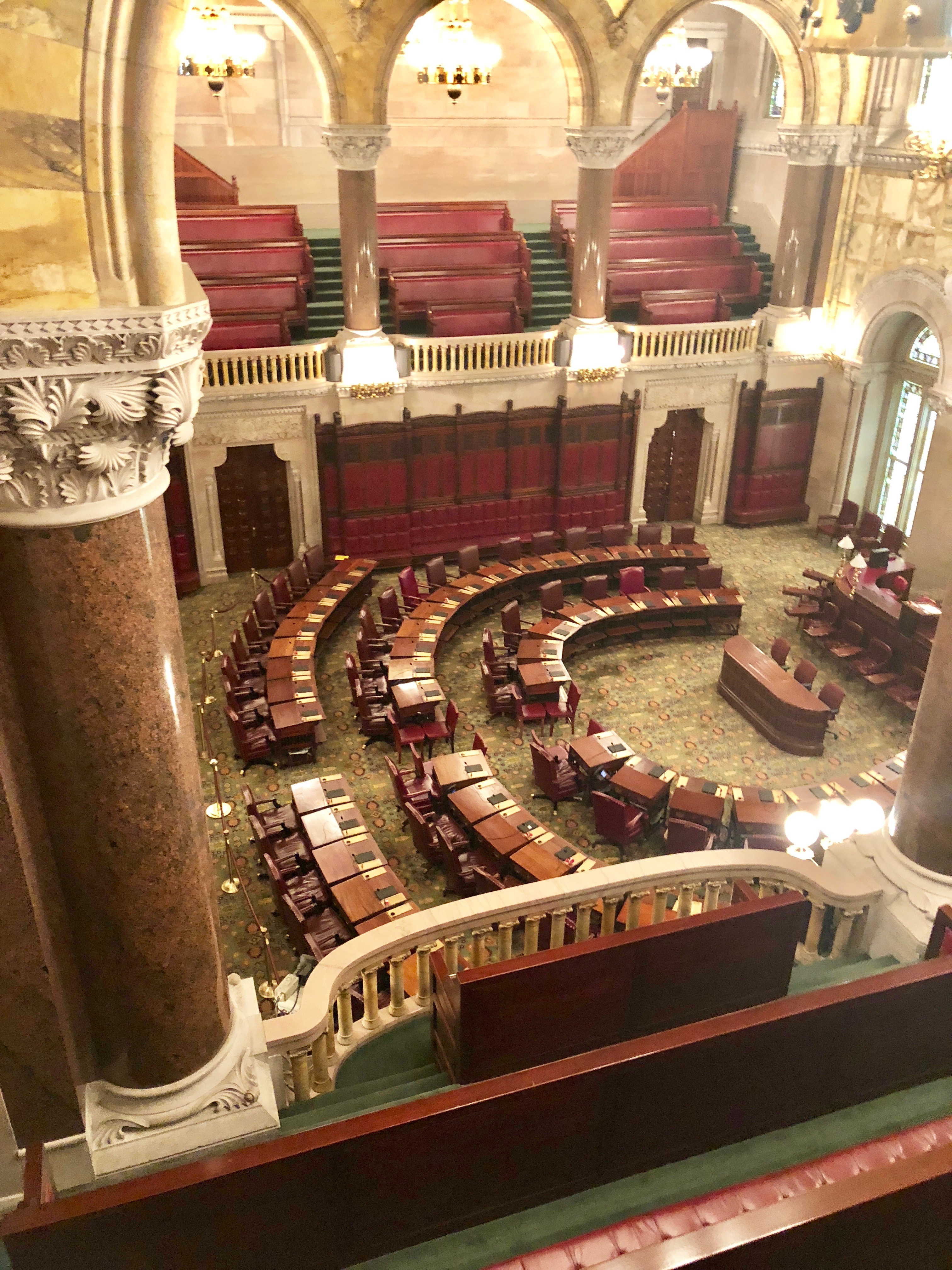
上院会議場

2008年11月4日に行われた上院議員選挙で、民主党は62議席中32議席を獲得し、40年以上ぶりに上院の過半数を占めることとなった。
しかし、新会期が始まる前に、権力闘争が勃発した。民主党の上院議員4名、ルベン・ディアス・シニア、カール・クルーガー、ペドロ・エスパーダ・ジュニア、ハイラム・モンセラートは、直ちに所属政党の会派に加わることを拒否した。自らを「4人組」と称する彼らは、マリコム・スミスを議会の多数党院内総務として支持することを拒否し、譲歩を求めた。 モンセラートは、消費者問題委員会の委員長職を含むとされるスミスとの合意に達した後、すぐに会派に復帰した。 残る「ギャング・オブ・スリー」は12月初旬に最初の妥協案に達したが、それは1週間で崩壊した。しかし最終的には解決し、 スミスが多数党院内総務に就任した。
議会開会当初、上院では民主党議員が32名、共和党議員が30名であった。2009年6月8日、当時上院議員であったヒラム・モンセラートとペドロ・エスパダ・ジュニアの両民主党議員は、共和党議員30名とともに、多数派院内総務マルコム・スミスに代わる新たな多数派院内総務として、共和党院内総務のディーン・スケロスを多数党院内総務に選出した。AP通信は、この投票を「議会クーデター」と表現した。共和党の院内総務トム・リバウスが議長席を空け、スミスを臨時の議長および院内総務に任命するという驚きの決議案を提出した後に、この動きが起こった。この投票を阻止しようと、民主党の院内幹事ジェフ・クラインが一方的に休会を提案し、スミスは照明とインターネットの電源を切ったが、投票の実施を阻止することはできなかった。事前に取り決められた合意に従い、エスパダが上院仮議長および臨時副知事に、スケロスが多数党院内総務に選出された。
「クーデター」後、民主党上院議員はジョン・サンプソンをスミスの後任として多数派院内総務に選出した。6月14日、モンセラテは再び民主党の議員団に加わると宣言した。これにより、上院は共和党議員団と民主党議員団が31対31で同数となった。副知事の空席により、この状況を打開するすべはなかった。
6月8日から「クーデター」が終結した7月9日までの間、上院は公式な業務を行わなかった。ニューヨーク・タイムズ紙によると、エスパーダの権力闘争は「上院を混乱に陥れ、州政府を麻痺させ、対立する派閥が同時に開かれた議会で互いに叫び声を上げたり、木槌を叩きつけたりするなどして、議会を全国的な笑いものにした」という。 この「クーデター」は訴訟にも発展した。
2009年7月9日、「クーデター」は終結した。エスパダは民主党議員団に復帰し、自身が多数派院内総務に指名され この「クーデター」は訴訟にも発展した。、 サンプソンが民主党内院内総務の地位にとどまり、スミスが「移行期間」中の上院仮議長となり、その後サンプソンが上院仮議長に就任するという合意に達した。2010年2月9日、上院はモンセラテを軽犯罪の家庭内暴力の有罪判決により除名することを投票で決定した。 エスパダは2010年9月の予備選挙で敗北した。民主党は彼の対立候補であるグスタボ・リベラを支援した。

### 2011年–2012年: 共和党が多数派を奪還、IDCが結成される
2010年の選挙で共和党が上院の多数派を奪還し、民主党の30議席に対して共和党は32議席を獲得した。 共和党の上院議員の現職1名は落選したが、2010年7月12日に共和党の上院議員が死去したことにより空席となっていた第38選挙区の議席を民主党候補のデビッド・カルーチが獲得した。 2010年の選挙では、4人の民主党現職議員が共和党に議席を奪われた。
2011年1月に開かれた新会期の直前に、元民主党で多数派院内総務のジェフ・クラインを筆頭に、民主党議員4名が民主党の議員団から離脱し、無所属民主党議員団（IDC）を結成した。クラインと、ダイアン・サヴィーノ、デビッド・カルーチ、デビッド・ヴァレスキーの3名は、もはや民主党院内総務のジョン・サンプソンの指導力を支持することはできないと述べた。
2011年3月、「4人組」のメンバーであるカール・クルーガー上院議員が収賄容疑で逮捕された。同議員はその後、2011年12月にこれらの容疑を認めた。2012年3月20日、共和党のデビッド・ストロビンが、クルーガーの空席となった議席を埋めるための補欠選挙で民主党のルー・フィドラーを破った。補欠選挙の結果は確定するまでに数週間を要した。

### 2013年-2014年：連立政権
2012年11月6日の選挙では、民主党が合計33議席を獲得した。 民主党は、第17選挙区（民主党のシムチャ・フェルダーが共和党現職のデビッド・ストロビンを破った）、第41選挙区、第55選挙区（テッド・オブライエンがショーン・ハンナを破り、引退した共和党の上院議員ジム・アレシの議席を勝ち取った）で議席を獲得し、新たに設置された第46選挙区（後述）でも勝利した。
2010年の国勢調査後の区割り変更により新設された第46選挙区で行われた選挙は、当選者として宣誓した候補者が、その後、票の再集計の結果、落選していたことが判明したことで注目を集めた。共和党のジョージ・アメドーアは選挙後、上院議員に就任した。しかし、再集計の結果、民主党のセシリア・トカチクが18票差でアメドーアに勝利していたことが判明したため、アメドーアは議席を空け、現代のニューヨーク州史上、最も在職期間の短い上院議員となった。アメドーアは2014年に、トカチクとの再戦に勝利した。
2011年に同性婚合法化法案に賛成票を投じた4人の共和党上院議員（ロイ・マクドナルド、ジェームズ・アレシ、マーク・グリサンティ、スティーブン・サランド）のうち、2012年に再選を果たしたのはグリサンティのみであった。ニューヨーク保守党は、この法案に賛成票を投じた候補者への支持を取り下げた。アレシは予備選挙での対立候補との対決を避けるために引退することを選択した。マクドナルドはサラトガ郡書記官のキャシー・マルキオーネ氏に共和党予備選挙で敗れた。そして、サランドは共和党予備選挙で勝利したが、民主党のテリー・ギプソンに一般選挙で敗れた。サランドの共和党予備選挙の対立候補であるニール・ディカルロが保守派の候補として投票用紙に残り、妨害者として行動した。
2012年12月4日、共和党の上院議員がIDCと権力分担の合意に達したことが発表された。この権力分担の取り決めにより、IDCと共和党は「会期中の各日に上院本会議にかける法案を共同で決定」し、「委員会の割り当てを決定」し、「州および地方の委員会への任命権」を持ち、「州予算に関する交渉を分担」することになった。クラインとスケロスは、2週間ごとに議長の座を両者の間で交互に交代することにも合意した。共和党とIDCは合わせて、多数派を形成するのに十分な議席を確保していた。民主党の新人議員であるブルックリン選出のシムチャ・フェルダーが共和党の議員団に加入したことで、多数派勢力はさらに拡大した。また、元多数派院内総務のマルコム・スミスも2012年12月にIDCに参加した。 
2012年12月17日、民主党はアンドレア・スチュワート・カズンズを少数派院内総務に選出した。スチュワート・カズンズは、ニューヨーク州議会史上初の女性の院内総務となった。
マルコム・スミスは、2013年4月にニューヨーク市長選に出馬するウィルソン・パクラ氏のために、ニューヨーク市の共和党委員長を買収しようとしたスキャンダルにより、IDCから除名された。
元少数党院内総務のジョン・L・サンプソンは、横領容疑で逮捕されたことを受け、2013年5月6日に民主党議員団から除名された。サンプソンはその後、最初の横領事件に関連して連邦捜査官に虚偽の陳述をしたとして有罪判決を受け、上院議員の議席を失った。 
2014年2月、トニー・アヴェラがIDCに加入した。

### 2015年-2017年：再び共和党が主導権を握る
2014年6月、IDCは「未着手の民主党の主要政策を推進する必要がある」として、共和党との政治同盟を解消し、新たに民主党議員団との提携を結ぶと発表した。2014年の選挙では、共和党が上院の過半数を再び獲得した。この選挙結果により、クラインは議長の地位を失い、スケロスが多数派院内総務および上院仮議長に就任し、上院本会議に提出される法案の単独管理権を取り戻した 。クラインとスケロスは、2週間ごとに議長の座を両者の間で交互に交代することにも合意した。。 選挙後、IDCは方針を転換し、共和党との提携を2015年の会期にも継続した。
2015年5月4日、連邦検事のプレット・バラーラは、多数派院内総務ディーン・スケロスとその息子のアダム・スケロス、シェルドン・シルバー下院議長の逮捕を発表した。数日後、スケロス氏は多数派院内総務を辞任すると発表した。ジョン・フラナガンが新たな多数党院内総務となり、サフォーク郡出身者としては初の院内総務となった。2015年12月にスケロスが有罪判決を受けた後、彼の議席は空席とされ、2016年の大統領予備選挙で特別選挙が実施されることとなった 。補欠選挙は民主党のトッド・カミンスキーが勝利し、上院では民主党が共和党を32対31で上回る結果となった。それにもかかわらず、フェルダー上院議員とIDCのメンバーは、共和党多数派との連立を維持することを選択した。
2016年の後半、ジェシー・ハミルトンは再選された場合、IDCに参加する意向を表明した。2014年のハミルトン氏の初当選にはIDCが支援しており、これがきっかけで、ハミルトン氏は最終的にIDCに参加するのではないかという憶測が流れた。
2016年の選挙では、上院共和党はロングアイランドで1議席を失ったが、バッファローでは北部の議席を獲得した。ロングアイランドでは、新人のマイケル・ヴェンディットが民主党のジョン・ブルックスとの接戦で敗れた。バッファローでは、民主党のマーク・パネピント（再選を目指さなかった）が空けた議席を共和党のエリー郡書記官クリス・ジェイコブスが獲得した。シンチャ・フェルダーは、今後も共和党の会派に所属すると発表した。フェルダーの動きにより、共和党が32対31の僅差で上院の多数派を維持することが確実となった。新たに選出された民主党の上院議員、マリソル・アルカンタラも、クラインが選挙運動を手伝った後、IDCに参加すると発表した。
ニューヨーク州のリベラル派グループ（Working Families Partyなど）は、クオモ知事に介入し、フェルダー上院議員、IDC、民主党議員団に団結するよう圧力をかけるよう求めた。2017年1月2日、多数党院内総務フラナガンとIDCの院内総務クラインは、連立を継続すると発表した。
2017年1月下旬、ホセ・ペラルタは、IDCに参加することを発表し、IDCのメンバーが8人に、共和党とIDCの連合が40人に拡大し、民主党の議員団が23人に縮小した。

### 2018年：IDC解散
2018年4月4日、IDCは解散し、所属議員は民主党議員団に再加入し、スチュワート・カズンズは少数派院内総務として留任し、クライン議員が民主党議員団副代表に就任すると発表した。 この発表は、アンドリュー・クオモ知事の招集による会合に続き、 クオモ知事は、IDCが民主党議員団に再び合流するよう要請した。4月16日、IDCは解散した。IDC解散後、民主党議員団は29名、共和党議員団は32名（フェルダー議員を含む）、空席の上院議席は2つとなった。
2018年4月24日の特別選挙で民主党が勝利した後、民主党は上院で32対31の数で多数派となったが、フェルダーは共和党との会派を継続し、共和党は32対31の多数派を維持することとなった。
2018年、5人の共和党議員が秋の選挙に出馬しない意向を表明した。
2018年9月13日の民主党予備選挙では、IDC解散時に同委員会の委員であった民主党上院議員8人全員が対立候補と対決した。 対立候補のうち6人が勝利した。民主党現職議員、マーティン・マラヴェ・ディランも予備選挙で対立候補（自称民主社会主義者のジュリア・サラザール）に敗れた。

### 2019年 - 現在：民主党多数
2018年11月6日、民主党は8議席を獲得し、上院の支配権を握った。 民主党の対立候補は現職の共和党上院議員カール・マセリーノ、ケンプ・ハノン、マーティン・ゴールデン、テレンス・マーフィー、および現職の共和党議員が再選を目指さなかった3つの選挙区（それぞれ第3選挙区、第39選挙区、第42選挙区）で現職の民主党議員を破った。民主党主流派は39議席を獲得し、圧倒的多数を占めた。 合計すると、民主党員はニューヨーク市の全議席（1議席を除く）と、共和党が数十年にわたって支配してきたロングアイランドの9議席のうち6議席を含む、議会の63議席のうち40議席を獲得した。 フェルダーは民主党議員団への再加入を申し出たが、2018年12月に拒否された。上院では共和党が2018年の選挙で23議席を獲得した。 スチュワート・カズンズは1月9日に正式に多数党院内総務および仮議長に選出され、同職に就く初の女性となった。
2019年7月、シムチャ・フェルダーは民主党議員団に受け入れられた。これにより、同議員団の議員数は合計40名となった。
2019年から2020年の会期中に、共和党のボブ・アントナッチが裁判官になるために議席を辞職し、共和党議員団の他の8人の議員も2020年の再選を目指さないことを表明した。6月28日のフラナガン代表の辞任に備え、ロブ・オルトが共和党議員団の代表に指名された。2020年7月20日、クリス・ジェイコブスは、連邦下院議員に選出された後、議員を辞職した。
2020年の選挙では、民主党が合計43議席を獲得し、共和党は20議席を獲得した。
ティム・ケネディ上院議員は2024年に連邦下院議員選挙に出馬し、当選を果たした。
2024年10月現在、民主党は上院で41議席を占めている。 共和党は21議席を占めており、1議席は欠員である。

## 役職
ニューヨーク州副知事は、充て職として上院議長を務める。アメリカ合衆国副大統領と同様に、副知事は票が同数の場合に決定票を投じるが、それ以外の場合には投票できない。ごく一部の例外を除き、上院は仮議長が議長を務めるが、通常は多数党院内総務がこの職を兼任する。
州上院には、選挙で選ばれた議員以外に、もう一人の役員がいる。上院書記官は上院議員の過半数の投票によって選出される役職であり、議決権は持たない（ただし、公式には推奨されていないものの、立法事項の協議や交渉を行うことは認められている）。
上院書記官は上院の執務スペースの管理、法案の処理の監督、衛視と速記者の監督を担当する。アレハンドラ・パウリノは2018年12月にこの役職に任命された。
| 役職                      | 氏名                   | 政党       | 選挙区 |
| ------------------------- | ---------------------- | ---------- | ------ |
| 議長/ニューヨーク州副知事 | Antonio Delgado        | Democratic | -      |
| 多数派院内総務/仮議長     | Andrea Stewart-Cousins | Democratic | 35     |
| 少数派院内総務            | Rob Ortt               | Republican | 62     |

民主党議員団の指導部は下記のとおりである。
- アンドレア・スチュワート・カズンズ：上院仮議長および多数党院内総務
- マイケル・ジャナリス：多数党院内副総務
- リズ・クルーガー：財政委員会委員長
- ニール・ブレスリン：上院仮議長代行
- ティム・ケネディ：多数党プログラム開発委員会委員長
- ホセ・セラーノ：多数党党員総会議長
- ブラッド・ホイールマン：会議運営担当多数党院内副総務
- グスタボ・リベラ：議会運営担当 多数党院内副総務
- ケビン・パーカー：多数党院内幹事
- トビー・アン・スタヴィスキー：多数派党員会議副議長
- ロクサンヌ・パーサウド：多数派会議書記
- ジョセフ・アダッボ：多数派院内副総務
- ジョン・リュー：多数派院内副総務
- ロクサンヌ・パーサウド：多数派運営委員会委員長
- トッド・カミンスキー：行政府連絡担当
- リロイ・コムリー：州・連邦関係担当 多数派院内副総務
- シェリー・メイヤー：上院・下院関係担当 多数派院内副総務

共和党議員団の指導部は下記のとおりである。
- ロブ・オルト：少数党院内総務
- アンドリュー・ランツァ：少数党院内副総務
- トーマス・オマラ：財務委員会筆頭委員
- パトリシア・リッチー：少数党院内総会議長
- パトリック・M・ガリバン：少数党院内幹事
- ジョセフ・グリフォ：少数党院内副総務
- スーザン・セリノ：少数党院内総会副議長

## 上院議員名簿
| 選挙区 | 氏名                            | 政党       | 居住地                               |
| ------ | ------------------------------- | ---------- | ------------------------------------ |
| 1      | Anthony・Palumbo                | Republican | New Suffolk                          |
| 2      | Mario・Mattera                  | Republican | St. James                            |
| 3      | Dean・Murray                    | Republican | East Patchogue                       |
| 4      | Monica・Martinez                | Democratic | Brentwood                            |
| 5      | Steven・Rhoads                  | Republican | Bellmore                             |
| 6      | Kevin・Thomas                   | Democratic | Levittown                            |
| 7      | Jack・Martins                   | Republican | Great Neck                           |
| 8      | Alexis・Weik                    | Republican | Sayville                             |
| 9      | Patricia・Canzoneri-Fitzpatrick | Republican | Malverne                             |
| 10     | James・Sanders Jr.              | Democratic | Queens (Far Rockaway)                |
| 11     | Toby Ann・Stavisky              | Democratic | Queens (Whitestone)                  |
| 12     | Michael・Gianaris               | Democratic | Queens (Astoria)                     |
| 13     | Jessica・Ramos                  | Democratic | Queens (East Elmhurst)               |
| 14     | Leroy・Comrie                   | Democratic | Queens (St. Albans)                  |
| 15     | Joseph・Addabbo Jr.             | Democratic | Queens (Ozone Park)                  |
| 16     | John・Liu                       | Democratic | Queens (Flushing)                    |
| 17     | Iwen・Chu                       | Democratic | Brooklyn (Dyker Heights)             |
| 18     | Julia・Salazar                  | Democratic | Brooklyn (Bushwick)                  |
| 19     | Roxanne・Persaud                | Democratic | Brooklyn (Canarsie)                  |
| 20     | Zellnor・Myrie                  | Democratic | Brooklyn (Prospect Lefferts Gardens) |
| 21     | Kevin・Parker                   | Democratic | Brooklyn (Flatbush)                  |
| 22     | Simcha・Felder                  | Democratic | Brooklyn (Borough Park)              |
| 23     | Jessica・Scarcella-Spanton      | Democratic | Staten Island (North Shore)          |
| 24     | Andrew・Lanza                   | Republican | Staten Island (Great Kills)          |
| 25     | Jabari・Brisport                | Democratic | Brooklyn (Clinton Hill)              |
| 26     | Andrew・Gounardes               | Democratic | Brooklyn (Bay Ridge)                 |
| 27     | Brian P.・Kavanagh              | Democratic | Manhattan (East Side)                |
| 28     | Liz・Krueger                    | Democratic | Manhattan (Upper East Side)          |
| 29     | José M.・Serrano                | Democratic | The Bronx (South Bronx)              |
| 30     | Cordell・Cleare                 | Democratic | Manhattan (Harlem)                   |
| 31     | Robert・Jackson                 | Democratic | Manhattan (Fort George)              |
| 32     | Luis R.・Sepúlveda              | Democratic | The Bronx (West Farms)               |
| 33     | Gustavo・Rivera                 | Democratic | The Bronx (University Heights)       |
| 34     | Nathalia・Fernandez             | Democratic | The Bronx (Morris Park)              |
| 35     | Andrea・Stewart-Cousins         | Democratic | Yonkers                              |
| 36     | Jamaal・Bailey                  | Democratic | The Bronx (Baychester)               |
| 37     | Shelley・Mayer                  | Democratic | Yonkers                              |
| 38     | Bill・Weber                     | Republican | Montebello                           |
| 39     | Robert・Rolison                 | Republican | Poughkeepsie                         |
| 40     | Peter・Harckham                 | Democratic | South Salem                          |
| 41     | Michelle・Hinchey               | Democratic | Saugerties                           |
| 42     | James・Skoufis                  | Democratic | Cornwall                             |
| 43     | Jake・Ashby                     | Republican | Castleton-on-Hudson                  |
| 44     | Jim・Tedisco                    | Republican | Glenville                            |
| 45     | Dan・Stec                       | Republican | Queensbury                           |
| 46     | Neil・Breslin                   | Democratic | Delmar                               |
| 47     | Brad・Hoylman-Sigal             | Democratic | Manhattan (Greenwich Village)        |
| 48     | Rachel・May                     | Democratic | Syracuse                             |
| 49     | Mark・Walczyk                   | Republican | Watertown                            |
| 50     | John・Mannion                   | Democratic | Geddes                               |
| 51     | Peter・Oberacker                | Republican | Schenevus                            |
| 52     | Lea・Webb                       | Democratic | Binghamton                           |
| 53     | Joseph・Griffo                  | Republican | Rome                                 |
| 54     | Pam・Helming                    | Republican | Canandaigua                          |
| 55     | Samra・Brouk                    | Democratic | Rochester                            |
| 56     | Jeremy・Cooney                  | Democratic | Rochester                            |
| 57     | George・Borrello                | Republican | Sunset Bay                           |
| 58     | Tom・O'Mara                     | Republican | Big Flats                            |
| 59     | Kristen・Gonzalez               | Democratic | Queens (Long Island City)            |
| 60     | Patrick M.・Gallivan            | Republican | Elma                                 |
| 61     | Sean・Ryan                      | Democratic | Buffalo                              |
| 62     | Rob・Ortt                       | Republican | North Tonawanda                      |
| 63     | Vacant                          | Vacant     |                                      |